# Kleine schmutzige Tricks
Kleine schmutzige Tricks (Originaltitel Dirty Pretty Things) ist ein Spielfilm des britischen Regisseurs Stephen Frears aus dem Jahr 2002. Die Hauptrollen spielen Chiwetel Ejiofor und Audrey Tautou.

## Handlung
Der Nigerianer Okwe lebt illegal in London. Tagsüber arbeitet er als Taxifahrer, nachts als Rezeptionist in einem Hotel. Als ausgebildeter Arzt hilft er darüber hinaus dem Besitzer eines Nachtclubs, Medikamente gegen Geschlechtskrankheiten zu besorgen. Er schläft nur selten, doch zum Ausruhen nutzt er vormittags die Wohnung der jungen Türkin Senay, die zu dieser Zeit als Putzfrau in Okwes Hotel arbeitet.
Senay träumt davon, in New York zu leben. Insgeheim empfindet sie eine schüchterne Liebe für Okwe, die jedoch erst im Laufe des Filmes offenbar wird. Auch wenn Okwe selbst große Sympathie für Senay empfindet, ist er zu sehr in seine (für den Zuschauer erst spät klar werdende) Vergangenheit sowie in seine persönliche Lebenssituation verstrickt, um ihre Liebe zu erwidern.
Als Okwe in der Toilette eines Hotelzimmers ein menschliches Herz findet, wird die fragile Lebenssituation der beiden Protagonisten erschüttert. Nur kurze Zeit später fällt ihm ein operierter Afrikaner in die Hände, dem offenbar eine Niere entfernt wurde. Okwe vermutet bald einen Zusammenhang mit dem gefundenen Herzen. Der prahlerische Chefportier Juan nutzt eines der Hotelzimmer für illegale Organentnahmen bei Immigranten, denen er zur Belohnung einen Pass besorgt. Als er erfährt, dass Okwe ausgebildeter Arzt ist, versucht er, ihn in seine Organgeschäfte zu verwickeln. Dieser lehnt jedoch zunächst ab.
Zur gleichen Zeit erhält Senay Besuch von der Einwanderungsbehörde. Nachdem die Behörde aufmerksam geworden ist, muss sie ihre Arbeit im Hotel beenden. Sie findet eine neue Anstellung bei einer Großschneiderei, deren Chef ihre Notsituation jedoch schnell erkennt und sexuell ausnutzt. Als Okwe ihr klarmacht, dass er zu einer Liebesbeziehung nicht bereit ist ("Für dich und mich geht es nur ums Überleben") wendet diese sich verzweifelt an Juan, um sich eine Niere entnehmen zu lassen und London mit einem gültigen Pass in Richtung New York verlassen zu können. Als Okwe davon erfährt, bietet er sich als Operateur an. Zumindest möchte er das Leben Senays nicht gefährden und sorgt für möglichst hygienische Operationsbedingungen im mit Laken ausgehängten Hotelzimmer. Doch anstatt Senay zu operieren, betäuben Senay und Okwe Juan und entfernen ihm eine Niere. Diese verkaufen sie dem Kontakt von Juan. Der Film endet am Flughafen, wo Senay nach New York fliegt und Okwe nach Lagos telefoniert um seine baldige Rückkehr anzukündigen.

## Themen im Film
Die zentralen Themen des Films sind der illegale Organhandel, sexuelle Ausnutzung sowie die Lebensbedingungen von Einwanderern (ohne rechtlichen Aufenthaltsstatus). Thematisiert wird der soziale und wirtschaftliche Status des Immigranten in London. Immigrierende werden als ein wesentlicher Teil des kapitalistischen Systems gezeigt. Die Herausbildung globaler Finanz- und Dienstleistungszentren schuf einen erweiterten Bedarf an unternehmensorientierten Dienstleistungen, die in großer räumlicher Nähe zueinander angesiedelt sind. Daneben stieg aber auch der Bedarf an einfachen Dienstleistungen, wie z. B. Reinigungskräften. Dies führte u. a. dazu, dass Global Cities seit den 1990er Jahren das Ziel von transnationaler Migration wurden.

## Kritik
„Engagiert beschreibt der Film die Ausbeutung von Menschen auf der untersten Stufe der Gesellschaft, lässt in seiner unentschiedenen Mischung von Thriller, Problem- und Liebesfilm und einer recht eindimensionalen Figurenzeichnung aber ein überzeugendes Profil vermissen.“

„Die intelligente, preisgekrönte Sozialkritik von Stephen Frears […] weiß mit cleveren Wendungen zu fesseln. Fazit: Kleiner sauberer Mix aus Thriller und Sozialdrama.“

## Auszeichnungen
Steven Knight wurde 2004 für den Oscar für das beste Originaldrehbuch und für den Writers Guild of America Award nominiert. Er gewann 2003 den London Critics Circle Film Award.
Der Film erhielt 2003 zwei Nominierungen für den BAFTA Award, darunter für das Drehbuch. Sergi López und Audrey Tautou wurden 2003 für den Europäischen Filmpreis (Publikumspreis) nominiert, außerdem erhielt der Film vier weitere Nominierungen für den Europäischen Filmpreis.